# Rubiks terning
Rubiks terning eller professorterning (på engelsk Rubik's Cube) er en 3D kombinationspuslespil, der blev opfundet i 1974 af den ungarske skulptør og professor i arkitektur Ernő Rubik. Den blev oprindeligt kaldt Magic Cube, og licens til at producere legetøjet blev oprindeligt solgt til Pentangle Puzzles i Storbritannien i 1978, og herefter til Ideal Toy Corp i 1980 via forretningsmanden Tibor Laczi og Seven Towns grundlægger Tom Kremer. Terningen blev udgivet internationalt i 1980 og blev et af de mest kendte ikoner i populærkulturen. Den vandt Spiel des Jahres' pris Best Puzzle i 1980. I marts 2021 var der blevet solgt 450 millioner eksemplarer på verdensplan, hvilket gør den til verdens bedst sælgende puslespil og bedst sælgende stykke legetøj. The Rubik's Cube was inducted into the US National Toy Hall of Fame in 2014.
Den originale klassiske Rubiks terning består af seks sider, der er dækket af ni klistermærker i hhv. hvid, rød, blå, orange, grøn og gul. Visse senere versioner af terningen er blevet opdateret med farvede plastikpaneler i stedet for klistermærker for at forhindre at de flader af eller falmer. Siden 1988 har placeringen af farverne været standardiseret således at hvid er overfor gul, blå er overfor grøn og orange er overfor rød, og rød, hvid blå er placeret i urets retning rundt. På tidligere terninger variered placeringen af farverne fra terning til terning.
En intern pivotmekanisme gør det muligt for hver side af terningen at dreje uafhængigt af de andre, således at farverne kan blandes. For at pusle-opgaven kan løses skal alle seks sider kun have én farve. Den har inspireret designere til at skabe en række andre lignende pusle-opgaver med varierende antal sider, dimensioner og mekanismer.
Selvom Rubiks terning nåede højdepunktet af sin popularitet i 1980'erne, så er det stadig vidt udbredte og kendte. Mange speedcubers fortsætte med at øve sig i at løse den og lignende pusle-opgaver, og de konkurerer i at gøre det hurtigst i forskellige kategorier. Siden 2003 har World Cube Association (WCA) organiseret konkurrencer og anerkendt verdensrekorder.

## Historie
Rubiks terning nåede sin højeste popularitet i starten af 1980'erne, og det er stadig et populært legetøj. Mange lignende "puslerier" blev udgivet kort tid efter Rubiks terning, både af Rubik selv og af andre. De omfatter blandt andet Rubiks hævn, som er en 4 × 4 × 4 version af Rubiks terning. Der findes også 2 × 2 × 2 og 5 × 5 × 5 terninger, kendt som henholdsvis lommeterningen og professorens terning. Desuden er der gennem de sidste år kommet nye terninger i form af f.eks en 11 × 11 × 11, en 13 × 13 × 13 og endda en 21 x 21 x 21. Foruden puslespil med andre former, som f.eks. Pyraminx, der danner et tetraeder og megaminx som er en 12-sidet terning.
"Rubiks terning" var et varemærke, som tilhørte Seven Towns Limited. Varemærkeregistreringen for billedet af terningen blev underkendt af EU-Domstolen d. 10. november 2016 i sag C-30/15 P. Ernő Rubik har det ungarske patent nr. HU170062 for mekanismen, men undlod at tage internationalt patent.
I 2022 solgtes næste 6 millioner terninger iflg. Spin Master, der da ejede rettighederne.

## Beskrivelse
En Rubiks terning er en terning af plastik, hvis overflade er opdelt, så hver side består af ni kvadrater. Hver side kan roteres, så det giver indtryk af, at en hel skive af klodsen drejer sig. Derved opstår efterhånden den illusion, at den store terning består af 27 mindre terninger (3 × 3 × 3). I ordnet tilstand har hver side af terningen sin egen farve, men rotationen af siderne tillader de mindre terninger at være ordnet på mange forskellige måder.
Udfordringen består i at bringe terningen tilbage fra en givet orden til dens oprindelige orden, hvor hver side har samme farve.
Der er (8! × 38−1) × (12! × 212−1)/2 = 43.252.003.274.489.856.000 forskellige permutationer (3 × 3 × 3).

## Opbygning
En standard-terning har en kantlængde på ca. 5,7 cm.
Når "puslespillet" betragtes fra overfladen, ser det ud til at udgøres af 26 individuelle miniature-terninger. Imidlertid er den midterste "terning" på hver side kun en enkelt kvadratisk overflade, som er fastgjort til den indre mekanisme. Denne danner en struktur, som de øvrige stykker passer ind i og roterer omkring. Der er derfor 21 dele:
- En enkelt indre del med tre gennemgående aksler, som holder de seks centrale kvadrater på plads, men som tillader dem at rotere
- 20 mindre plastikdele, som passer ind i den, så den store terning dannes.

Terningen kan uden særlige problemer skilles ad, typisk ved at man presser et hjørne væk fra den centrale del, indtil det frigøres. Det er naturligvis enkelt at "løse" en terning på denne måde ved at samle den igen med den rigtige placering af delene, men det er jo ikke udfordringen.
Terningen har 12 kant-stykker, som hver har to farver, 8 hjørne-stykker med hver tre farver og 6 midter-stykker med hver 1 farve. Hvert stykke har sin egen farvekombination, men ikke alle kombinationer af farver forekommer. Der vil f.eks. ikke være noget kantstykke med farverne hvid og gul, hvis de to farver findes på modstående sider af den færdige terning. Den relative placering af disse del-terninger kan ændres ved at man drejer en ydre tredjedel af terningen henholdsvis 90, 180 eller 270 grader. Derimod kan placeringen af de farvede sider i forhold til deres placering på den ordnede terning ikke ændres, fordi den er fastlagt af de relative stillinger af de centrale felter og fordelingen af farvekombinationerne i kant- og hjørnestykker. På de sidst fabrikerede terninger er sidernes farver normalt fordelt således: Rød over for orange, gul over for hvid og grøn over for blå. Men der findes terninger med andre farveskemaer. Disse har f.eks. gul over for grøn og blå over for hvid (mens rød stadig er over for orange).

## Løsninger
Uafhængigt af hinanden er der fremkommet talrige generelle løsninger til Rubiks terning. En populær metode er at løse den "lag for lag", således at én side ordnes først, fulgt af den underliggende række, den midterste række og til sidst siden i bunden. Løsningerne udgør typisk en sekvens af handlinger også kendt som algoritmer. En sådan sekvens er en rækkefølge af terning-drejninger, som medfører et veldefineret resultat. Eksempelvis tillader en bestemt algoritme at ændre placeringen af tre hjørnestykker uden at berøre de øvrige stykkers placering. Sekvenserne gennemføres i en passende rækkefølge for at nå frem til terningens løsning. Komplette løsningsbeskrivelser kan findes på internettet, og ved deres hjælp kan man almindeligvis ordne en terning på under 5 minutter. Der er imidlertid forsket ganske meget i at finde optimale løsninger til Rubiks terning.
Patrick Bossert, der dengang var en 12-årig engelsk skoleelev, udgav sin egen løsning i en bog med den engelske titel You Can Do the Cube (ISBN 0-14-031483-0). Bogen er solgt i mere end 1,5 millioner eksemplarer over hele verden og lå på førstepladsen i bestseller-listerne for 1981 i aviserne The Times og New York Times.
Rubiks terning kan fremvise i alt (8! × 38−1) × (12! × 212−1)/2 = 43.252.003.274.489.856.000 forskellige ordninger (~4.3 × 1019), men den annonceres til at have "milliarder" af kombinationsmuligheder, formentlig på grund af vanskeligheden ved at fatte størrelsen af det rigtige tal. Til trods for disse utroligt mange stillinger kan enhver terning løses med højst 20 drejninger. Dette er bevist ved med intensiv computerkraft at afprøve samtlige kombinationer.
Der er kun en konfiguration af terningen, hvis løsning kræver 20 træk. Denne konfiguration kaldes Superflip (en).

### Fridrich/CFOP
Den mest benyttede metode til at løse Rubik's Cube med, er den såkaldte CFOP-metode (også kaldet Fridrich-metoden), der blev kendt på internettet igennem Jessica Fridrich , og deraf opstod navnet på metoden. Metoden består af 4 overordnede skridt, der alle kan deles ind i mindre eller kombineres så flere skridt laves på én gang. CFOP er forbogstaverne i navnene på de forskellige skridt. De fire skridt hedder i kronologisk rækkefølge: Cross, F2L, OLL og PLL. Forkortelserne beskrives i de tilhørende afsnit.
Med denne metode er det muligt at løse Rubik's Cube på under 20 sek. Gennemsnitligt bruges, af en god cuber, 56 træk.
Der er kommet en mere begyndervenlig version af OLL/PLL, nemlig 2-look OLL og 2-look PLL. Her er kun 16 algoritmer i det hele, men der skal typisk bruges 2 algoritmer til OLL og 2 til PLL. De kan så suppleres med fulde OLL/PLL algoritmer i takt med at man lærer dem.

#### Cross (C)
Første skridt går ud på at lave et kryds i, som regel, bunden eller toppen. Oftest bruges hvid/gul som bund-/topfarve – det er dog selvfølgelig valgfrit. På en normal 3×3×3 terning er midterfelterne altid faste. Når krydset laves, betyder det, at midterfeltet skal have fire tilstødende cubies, der alle har samme farve som midterfeltet. Desuden skal de også passe med midterfelterne på siderne (se billedet).
Dette skridt er det korteste og kan i gennemsnit gøres i 7 træk, og tager max 8 træk og tager for de bedste under 1 sekund.

#### First Two Layers (F2L)
Andet skridt går ud på at lave de to nederste lag samtidig! Dette gøres som regel i fire skridt – et for hvert hjørne. Hjørnebrikken og kantbrikken sættes sammen og placeres derefter i det respektive hjørne, eller de sættes sammen og placeres i en omgang.
Dette skridt er det længste og der findes et hav af forskellige metoder til at sætte dem på plads. Begyndere vil som regel sætte hjørnet på plads (altså lave første lag), og derefter sætte kantbrikkerne på plads (andet lag). De mere rutinerede cubere sætter dem i samtidig, men tager også brug af tomme plads ("empty slots").
Dette skridt er det længst og tager gennemsnitligt 4×7 træk lavet på ca. 4×1 sekunder. Det er dette træk der skal arbejdes mest på, hvis man vil være en hurtig cuber.

#### Orient Last Layer (OLL)
Tredje skridt går ud på at orientere brikkerne i det sidste lag. Man skal altså have den samme farve på den sidste side. Der findes ca. 57 forskellige algoritmer til dette skridt.[kilde mangler] Dog kan de forskellige situationer spejles eller drejes, så der på den måde opstår flere forskellige. Den simple 2-look OLL metode består af 10 algoritmer, heraf 3 til at danne krydset.
Dette skridt kan deles ind i mindre dele, ved fx at lave et kryds svarende til det i bunden. Det kan laves med en enkelt algoritme, der er 6 træk lang. Derefter er det kun hjørneblikkerne der mangler. De kan løses med 6 forskellige algortimer.
Til dette skridt bruges i gennemsnit 9 træk og det tager for de bedste under 1 sekund

#### Permute Last Layer (PLL)
Fjerde og sidste skridt. Her placeres brikkerne rigtigt uden, at de bliver vendt. Der skal bruges 21 algoritmer til dette skridt, hvis man tæller spejlinger med.
Dette skridt kan i gennemsnit laves med 12 træk, og bliver af de bedste udført på ca. 0,5 sekunder. Der er også en 2-look metode, som kun kræver 6 algoritmer. Det er først placering af hjørner, og derefter ombytning af siderne.

## Rekorder
Der har været afholdt mange konkurrencer for at afgøre, hvem der kunne ordne Rubiks terning på kortest tid. Det første verdensmesterskab afholdtes 5. juni 1982 i Budapest og blev vundet af Minh Thai, en vietnamesisk student fra Los Angeles i tiden 22,95 sekunder.
Danske Jess Bonde var den første til officielt at slå Minh Thais rekord ved et mesterskab. Det skete med en tid på 16,53 sekunder i semifinalen ved verdensmesterskaberne i Toronto 2003. Jess Bondes rekord er at finde i 2005-udgaven af Guinness Rekordbog.
Senere var den officielle verdensmester Michał Pleskowicz med gennemsnitstiden 8,65 sekunder, opnået i ved verdensmesterskaberne i Bangkok, Thailand, der foregik i tidsrummet 14-16 oktober 2011.
En rekord blev sat lørdag den 21. november 2015, ved et stævne på River Hill Fall, i Clarksville i Maryland, USA, af den 14 årige Lucas Etter på 4,90 sekunder.
Den officielle verdensrekord er delt på kinesiske Yusheng Du som ved "Wuhu Open 2018" løste terningen på 3,47 sekunder. Den officielle verdensrekord for bedste gennemsnitstid lyder på 5,53 sekunder og er sat af australske Feliks Zemdegs ved "Odd Day in Sydney 2019"..
Det første Danmarksmesterskab i Rubiks terning blev afholdt af Kubologisk Sportsforening i 1981. Ved Danmarksmesterskabet i 1981 lå de bedste gennemsnitstider lige under 40 sekunder.
Den nuværende danske rekord tilhører Martin Vædele Egdal som ved Kvissel Fall 2018 i Kvissel løste kuben på 5,06 sekunder ifølge World Cube Association (Den internationale forening, afholder af verdensmesterskaber og bogfører af officielle rekorder), Ved officielle konkurrencer er det 'average of five' som man konkurrerer i. Der beregnes resultatet som middelværdien af det tre mellemste resultater efter fem løsninger. Den danske rekord har igen Martin Vædele Egdal som med en tid på 6,78 sekunder sat ved "WCA Euro 2018".
I Børnenes Rekordbog stod Lasse Mørch fra Buresø som Danmarks hurtigste under 18 år i 3 år fra 2007-2009. Hans tid dengang var 1 min og 8 sekunder som altså stod ubesejret i 3 år. 